# Isabelle Eurenius
Isabelle Eurenius, född 8 oktober 1989 i Lungvik, är en svensk friidrottare. Hon vann SM-guld på damernas 100 meter 2014. Hon tävlade i början av sin karriär för Falu IK men bytte senare till Spårvägens FK.

## Karriär
Vid junior-EM i Hengelo i Nederländerna år 2007 var Isabelle Eurenius uttagen på 100 meter men slogs ut i försöken med tiden 12,17. Hon deltog också, tillsammans med Linnéa Collin, Julia Skugge och Maria Gustafsson, i det svenska korta stafettlaget som kom sexa.
Eurenius deltog vid EM i Zürich 2014 där hon, tillsammans med Irene Ekelund, Pernilla Nilsson och Daniella Busk, sprang i det svenska korta stafettlaget som tog sig till final och där kom på en sjätteplats.
År 2015 deltog Isabelle Eurenius i stafett 4 x 100 meter vid den andra upplagan av IAAF/BTC World Relays som gick av stapeln i Nassau, Bahamas i början på maj. Laget (de andra var Pernilla Nilsson, Daniella Busk och Moa Hjelmer) sprang försöksheatet på 44,81 och gick sedan vidare till B-finalen där de kom sjua med tiden 44,97.
Vid Europamästerskapen i Amsterdam i juli år 2016 var Eurenius (ihop med Elin Östlund, Linnea Killander och Pernilla Nilsson) med i det svenska korta stafettlaget som blev utslaget i försöksheatet med tiden 44,27, vilket var säsongsbästa.

## Personliga rekord
| Utomhus - 100 meter – 11,64 (Helsingborg, Sverige 25 augusti 2017) - 100 meter – 11,45 (medvind) (Skara, Sverige 19 juni 2016) - 200 meter – 23,89 (Umeå, Sverige 3 augusti 2014) - 400 meter – 58,84 (Sundsvall, Sverige 1 juli 2015) - 100 meter häck – 14,43 (Sundsvall, Sverige 8 augusti 2010) - Längd – 5,86 (Celle Ligure, Italien 27 juni 2007) | Inomhus - 60 meter – 7,48 (Sätra, Sverige 6 februari 2016) - 200 meter – 24,60 (Sätra, Sverige 31 januari 2015) - 60 meter häck – 8,77 (Göteborg, Sverige 27 februari 2011) - 60 meter häck – 8,89 (Göteborg, Sverige 25 februari 2007) - Längd – 5,86 (Umeå, Sverige 13 januari 2007) - Längd – 5,83 (Göteborg, Sverige 24 februari 2007) - Tresteg – 11,72 (Örebro, Sverige 18 februari 2012) |

### Fotnoter
1. ↑  ”Tävlingsårsskiftesövergångar 15 november 2012”. friidrott.se. 24 oktober 2012. Arkiverad från originalet den 17 juni 2017. https://web.archive.org/web/20170617203727/http://www.friidrott.se/forbundsinfo/overgangar/arsskifte1213.aspx. Läst 15 november 2016.
2. ↑  ”Stora SM 2014, dag 1” (htm). trackandfield.se. http://www.trackandfield.se/resultat/2014/140801.htm. Läst 21 oktober 2014.
3. ↑  ”Stora SM 2017”. http://www.trackandfield.se/resultat/2017/170825_27.htm. Läst 1 oktober 2017.
4. ↑  ”Stora SM 2014, dag 3” (htm). trackandfield.se. http://www.trackandfield.se/resultat/2014/140803.htm. Läst 21 oktober 2014.
5. ↑  ”Stora SM 2016”. Arkiverad från originalet den 23 augusti 2017. https://web.archive.org/web/20170823210252/http://212.247.216.72/friidrott/sm16/Resultat.php. Läst 1 november 2016.
6. ↑  ”Stafett-SM 2010”. ranas4h.nu. Arkiverad från originalet den 8 december 2015. https://web.archive.org/web/20151208144853/http://www.ranas4h.nu/resultat/2010/stafett-sm.html. Läst 29 maj 2013.
7. ↑  ”Stafett-SM 2016”. trackandfield.se. http://www.trackandfield.se/resultat/2016/160528.htm. Läst 1 november 2016.
8. ↑  ”Stafett-SM 2017”. mai.se. http://mai.se/download/Resultatlista_Stafett-SM-2017.pdf. Läst 25 augusti 2017.
9. ↑  ”Stafett-SM 2018-05-26/27”. trackandfield.se. http://trackandfield.se/resultat/2018/180526_27.htm. Läst 5 september 2018.
10. ↑  ”Stafett-SM 2019-05-25/26”. huddingeais.se. https://data.huddingeais.se/tavling/19/stafettsm/190525.htm. Läst 25 augusti 2019.
11. ↑  ”Resultat: SM-JSM-USM-VSM Stafett, Södertälje 9‐10.9.23”. friidrottsstatistik.se. https://www.friidrottsstatistik.se/resultsswe.php?CID=13047605&Season=2023. Läst 23 oktober 2023.
12. ↑  ”Stora inne-SM 2016, resultat”. livetiming.se. http://livetiming.se/track/ism16/. Läst 26 maj 2016.
13. ↑  ”Stora inne-SM 2014 dag 2, resultat”. trackandfield.se. http://www.trackandfield.se/resultat/2014/140223.htm. Läst 29 januari 2015.
14. 1 2 3 4 5 6 7 8 9 10 11 12  ”Personsida hos IAAF” (på engelska). iaaf.org. https://www.iaaf.org/athletes/sweden/isabelle-eurenius-239589. Läst 10 oktober 2019.
15. ↑  ”SM Guld till Kramfors Isabelle Eurenius”. sverigesradio.se. 2 augusti 2014. http://sverigesradio.se/sida/artikel.aspx?programid=110&artikel=5928405. Läst 29 oktober 2014.
16. ↑  ”European Athletics U20 Championships - Hengelo 2007” (på engelska). european-athletics.org. http://www.european-athletics.org/competitions/european-athletics-u20-championships/history/year=2007/results/index.html#. Läst 15 november 2017.
17. ↑  ”EM 5: Tjejkvartetten till final”. friidrott.se. 16 augusti 2014. Arkiverad från originalet den 30 mars 2017. https://web.archive.org/web/20170330004636/http://www.friidrott.se/nyheter.aspx?id=17074. Läst 29 mars 2017.
18. ↑  ”European Athletics Championships - Zürich 2014” (på engelska). european-athletics.org. http://www.european-athletics.org/competitions/european-athletics-championships/history/year=2014/results/index.html. Läst 22 mars 2017.
19. ↑  ”World Relays till helgen: Svenskar på Bahamas”. friidrott.se. 28 april 2015. Arkiverad från originalet den 2 februari 2017. https://web.archive.org/web/20170202034210/http://www.friidrott.se/nyheter.aspx?id=17930. Läst 19 januari 2017.
20. ↑  ”4X100 Metres Relay Women IAAF/BTC World Relays Bahamas 2015 Bahamas Nassau (T. Robinson Stadium), Bahamas 02 May 2015 - 03 May 2015” (på engelska). iaaf.org. https://www.iaaf.org/results/iaaf-world-relays/2015/iaafbtc-world-relays-bahamas-2015-5676/women/4x100-metres-relay/heats/result. Läst 19 januari 2017.
21. ↑  ”WR: Sverige till B-final”. friidrott.se. 4 maj 2015. Arkiverad från originalet den 2 februari 2017. https://web.archive.org/web/20170202034543/http://www.friidrott.se/nyheter.aspx?id=17948. Läst 19 januari 2017.
22. ↑  ”European Athletics Championships - Amsterdam 2016” (på engelska). european-athletics.org. http://www.european-athletics.org/competitions/european-athletics-championships/history/year=2016/results/. Läst 29 december 2016.
23. ↑  Hedman, Jonas (9 juli 2016). ”Lyftet uteblev i korta stafetten”. friidrott.se. Arkiverad från originalet den 27 mars 2019. https://web.archive.org/web/20190327085608/http://www.friidrott.se/nyheter.aspx?id=19762. Läst 9 februari 2017.
24. 1 2 3 4 5 6 7  ”Personsida på European Athletics' webbplats” (på engelska). european-athletics.org. http://www.european-athletics.org/athletes/group=e/athlete=159960-eurenius-isabelle/index.html. Läst 10 oktober 2019.